# Villa Ornak
Die Villa Ornak (polnisch Willa „Ornak“) wurde 1902 für die Familie Sokołowski in Zakopane im Zakopane-Stil erbaut. In der Villa wohnte unter anderem Stanisław Sokołowski, ein bedeutender Erforscher der Tatra. Die Villa ist denkmalgeschützt. Thema des Museums in der Villa ist die Jahrhundertwende vom 19. zum 20. Jahrhundert in Zakopane.